# VLIW
Very Long Instruction Word ou VLIW (em português:  Instrução de Palavra muito Grande), é uma arquitetura de CPU que executa um grupo de instruções ao mesmo tempo. Um compilador garante que as instruções a serem processadas não sejam dependentes entre si para que possam ser executadas ao mesmo tempo sem perda de lógica do processamento, em alguns casos o compilador acrescenta instruções em branco a fim de garantir a não dependência das instruções.